# العنف السياسي في ألمانيا (1918–1933)
وقع عنف سياسي كبير في ألمانيا منذ سقوط آل هوهنتسولرن وصعود جمهورية فايمار خلال الثورة الألمانية عامي 1918 و1919 حتى صعود الحزب النازي إلى السلطة في عام 1933 عندما شكل النازيون دولة استبدادية ثم تم إلقاء القبض على شخصيات معارضة.
تميز العنف بالاغتيالات والمواجهات بين الجماعات اليمينية مثل فرايكوربس (أحيانًا بالتواطؤ مع الدولة)، والمنظمات الاشتراكية مثل الحزب الشيوعي في ألمانيا.
بسبب الاضطرابات التي خلفتها هزيمة ألمانيا في الحرب العالمية الأولى وتغيير الحكومة من نظام ملكي قائم على الوضع الاجتماعي إلى جمهورية ديمقراطية اشتراكية، انتظم شعب ألمانيا في مجموعات شبه عسكرية راديكالية للوصول إلى السلطة التي أدت إلى أعمال شغب وهجمات وصراعات متعددة. كان لدى الجماهير أعداد كبيرة من أسلحة الحرب من إنتاج عسكرة ألمانيا والحرب العالمية الأولى، مما سمح بمواجهات مسلحة مختلفة في البلاد.
سمح التغيير الجذري بالتنقل بين الطبقات وسماع الأصوات الجديدة. شهدت العديد من المدن الكبرى، وخاصة برلين، مظاهرات سياسية أدت إلى أعمال عنف من قبل المعارضة. كما أن الإطاحة السريعة بالزعماء أثرت على الأزمات في فترة ما بين الحربين.